# Castelo Knockhall
O Castelo Knockhall (em inglês:  Knockhall Castle) é um castelo do século XVI atualmente em ruínas localizado em Foveran, Aberdeenshire, Escócia.

## História
Por cima da porta de entrada existe uma placa com a data de 1565, mas MacGibbon e Ross (1887-92) acreditam que o plano e detalhe da arquitectura, indica o final do século XVII. O castelo ruiu após ter-se incendiado acidentalmente em 1734. Atualmente não há indícios do pombal que foi reconstruído no final do século XVII, mas queimado em 1734.
Encontra-se classificado na categoria "B" do "listed building" desde 16 de abril de 1971.